# Zvonimir II.
Zvonimir II., princ od Savoje, vojvoda od Aoste, (punim imenom: Amedeo Umberto Costantino Giorgio Paolo Elena Maria Fiorenzo Zvonimir) (Firenca, 27. rujna 1943. – Arezzo, 1. lipnja 2021.) bio je poglavar obitelji Savoja, te prijestolonasljednik kratkotrajne Nezavisne Države Hrvatske (sin Tomislava II.). Do 7. srpnja 2006. Zvonimir II. nosio je naslov vojvode od Aoste, a od tada se proglasio vojvodom Savoje i glavarom talijanske kraljevske dinastije.

## Mladost
Zvonimir II. rođen je u vili Cisterni u Firenci, jedino dijete Tomislava II., kralja Hrvatske, vojvode od Savoje i 4. vojvode od Aoste, te Irene od Grčke i Danske.
Tri tjedna prije Zvonimirova rođenja Italija se predala Saveznicima. Bivši talijanska saveznica Njemačka, pokrenula je ofenzivu da okupira Italiju. Zvonimira su uhitili nacisti zajedno s majkom, tetkom i dvojicom rođaka, a poslan je u sabirni logor u Austriju.
Kad je Zvonimir bio star četiri godine, njegov otac umire, te on postaje vojvoda Aoste, princ Cisterne i Belriguarda, markgrof od Voghera, i grof od Ponderana.
Zvonimir studira na Pomorskom sveučilištu Morosini u Veneciji i Engleskoj. Zatim pohađa Pomorsku akademiju u Livornu iz koje maturira kao časnik u talijanskoj Mornarici.

## Zrele godine
Godine 1964. oženio se francuskom princezom Claudom d'Orleans s kojom ima kćeri Biancu (r. 1966.) i Mafaldu (r. 1969.) i sina Aimonea (r. 1967.). Par se razveo 1976. godine, a Zvonimir se ponovno oženio markizom Silvijom Paternò di Spedalotto s kojom nema djece.
Godine 2006. osporio je kraljevsko pravo rođaku Viktoru Emanuelu, zbog toga što se oženio bez dozvole i protivno obiteljskim zakonima, te je preuzeo vodstvo u dinastiji Savoja i proglasio se savojskim vojvodom.

## Vanjske poveznice
- Unione Monarchista Italiana  Arhivirana inačica izvorne stranice od 2. siječnja 2009. (Wayback Machine) (tal.)